# Fin dal principio
Fin dal principio, en español "Desde el principio", es la octogésima quinta encíclica del papa León XIII, datada el 8 de diciembre de 1902 y dirigida a los obispos italianos, acerca de la educación del clero. Fue publicada en el Acta Sanctae Sedis exclusivamente en italiano, al contrario de otras en las que utilizaba el idioma de los destinatarios, pero incluyendo también la versión original.

## Contexto histórico
Tal como expresa el papa en el íncipit de esta encíclica, desde el comienzo de su pontificado la formación del clero ha figurado entre sus preocupaciones pastorales; no obstante, ésta se pone especialmente de manifiesto en las últimas décadas, sobre todo al dirigirse al episcopado de algunas naciones al considerar la situación de la Iglesia en ese país.
Así las encíclicas que dirige en 1886 al episcopado de Hungría y de Portugal, en 1894 a Polonia y Perú, incluye una exhortación para que se cuide especialmente la formación de los sacerdotes, y no solamente en el seminario, sino también en los primeros años del  ejercicio de su ministerio.
En todo caso, es en la encíclica Depuis le jour, que dirige el 8 de septiembre de 1899 a los obispos franceses, donde esta cuestión se trata con especial  detalle, señalando además el cuidado que debe ponerse en la enseñanza de la Sagrada Escritura, previniéndoles ante las tendencias, incipientes en ese momento, que podrían poner en duda la inerrancia de los libros santos.
En Fin dal principio, León XIII se refiere al contenido de la encíclica que había escrito unos años antes al episcopado francés, de modo que en el envío esta nueva encíclica a los obispos italiano, adjunta el texto de Depuis le jour.

## Contenido de la encíclica
Fin dal principio del Nostro Pontificato ponendo Noi mente alle gravi condizioni della società, non tardammo a riconoscere, come uno dei più urgenti doveri dell’apostolico ufficio fosse quello di rivolgere specialissime cure alla educazione del Clerospecialissime cure alla educazione del Clero
Desde el comienzo de Nuestro Pontificado, considerando la grave situación de la sociedad, no tardamos en reconocer cómo uno de los más urgentes deberes de nuestro ministerio apostólico era el de atender especialísimamente el cuidado de la educación del clero.

Con estas primeras palabras el papa anuncia el objeto de la que sería su penúltima encíclica; le mueve a ello contemplar, junto a las muestras de las labor pastoral del clero, deseos de innovación tanto en cuanto a la formación del clero como al ejercicio del ministerio sacerdotal.  

### Carácter inmutable del sacerdocio
La encíclica remarca el origen divino del sacerdocio católico y, por tanto, su carácter sobrenatural e inmutable, pues participa del sacerdocio eterno de Jesucristo. Recuerda las enseñanzas al respecto de San Pablo, que se continúa en los santos padres; San Juan Crisostomo lo expuso con especial fuerza, el sacerdote es otro Cristo, y el Sacerdocio

se ejerce ciertamente en la tierra, pero merece ser contado entre los órdenes del cielo, [...] ya que se le dan cosas completamente celestiales para administrar, y se le da un poder que Dios ni siquiera confió a los Ángeles.
San Juan Crisostomo, De Sacerdotio, libro III, nn. 4 y 5.

### La formación sacerdotal
Estas características del ejercicio del sacerdocio -explica el papa- caracterizan también la formación que deben recibir los futuros sacerdotes, distinta y separada de la que corresponde a los laicos; por esto para la formación de los futuros sacerdotes se deben aplicar unas normas distintas y separados de las que se aplican a los laicos. Esta distinción debe permanecer en todos los tiempos aunque, por supuesto, en la formación sacerdotal se debe prestar atención a las condiciones de los tiempos, y esto aconseja ahora proveer en los sacerdotes una cultura más sólida, que ayude a abrir más campos a su ministerio, pero, ante todo, debe conocer bien las ciencias sagradas. 

Por lo tanto, si es razonable y correcto que el clero se adapte, en la medida de lo posible, a las necesidades de la época actual, también es un deber y es necesario que resista firmemente, en lugar de ceder, ante los males actuales de la época actual.
ASS vol. XXXV, p. 259

Todo esto lleva al papa a recomendar vivamente que los seminarios mantengan su propio espíritu, uniendo la formación en las materias que ha de conocer el sacerdote, a la formación espiritual que los prepare para "ser ministros de Cristo y dispensadores de los misterios de Dios". En los estudios se deben tener en cuenta lo bueno y útil de los métodos innovadores; pero recuerda las prescripciones dadas en otros escritos, y especialmente en la encíclica dirigida al clero francés, sobre el estudio de la literatura clásica, la filosofía y la teología.
El papa señala la atención que debe prestarse a la organización disciplinaria y educativa de los seminarios, en los que solo deben admitirse los jóvenes que den esperanza de consagrarse perpetuamente al ministerio sacerdotal; por lo demás, el empeño en el estudio de los seminaristas no debe hacerles desatender a su progreso espiritual. Interesa, además, prolongar la formación de los sacerdotes después de sus ordenación, de modo que los sacerdotes jóvenes puedan contar con el consejo y ayuda de sacerdotes experimentados.

### Labor pastoral de los sacerdotes
Esta formación de los sacerdotes le ayudarán en su atención al pueblo que se le encomendado, pues 

es necesario que el clero se acerque al pueblo cristiano, socavado por todos lados y con todo tipo de promesas falaces, incitados en particular por el socialismo a apostatar de la fe ancestral; sin embargo, cada uno subordina sus acciones a la autoridad de aquellos a quienes el Espíritu Santo ha constituido Obispos para gobernar la Iglesia de Dios.

Por esto, el papa manifiesta su deseo de que los candidatos al sacerdocio sean instruidos en los documentos pontificios que refieren a la cuestión social y democracia cristiana; pero al mismo tiempo han de abstenerse de la participación en los movimientos sociales; su misión es instruir a los fieles en las verdades espirituales y eterna, conducirlos a una vida honesta y promover su participación de aquellas instituciones que sean eficaces para alcanzar la mejora material y moralmente del pueblo, defendiendo siempre los principios de la caridad y la justicia. 

### Consideraciones finales
Concluye la encíclica el papa dirigiéndose personalmente a los sacerdotes italianos

recomendando a todos y cada uno que os esforcéis por corresponder cada vez más dignamente al espíritu de vuestra vocación exaltada. A vosotros, ministros del Señor, os decimos con más razón de la que decía San Pablo a los simples fieles: " Obsecro itaque vos ego vinctus in Domino, ut digne ambuletis vocatione, qua vocati estis". Que el amor de nuestra madre común, la Iglesia, fortalezca y revigorice entre vosotros esa armonía de pensamiento y de acción, que duplica vuestras fuerzas y hace más fructíferas vuestras obras.